# Uhlandstraße 75 (Heilbronn)

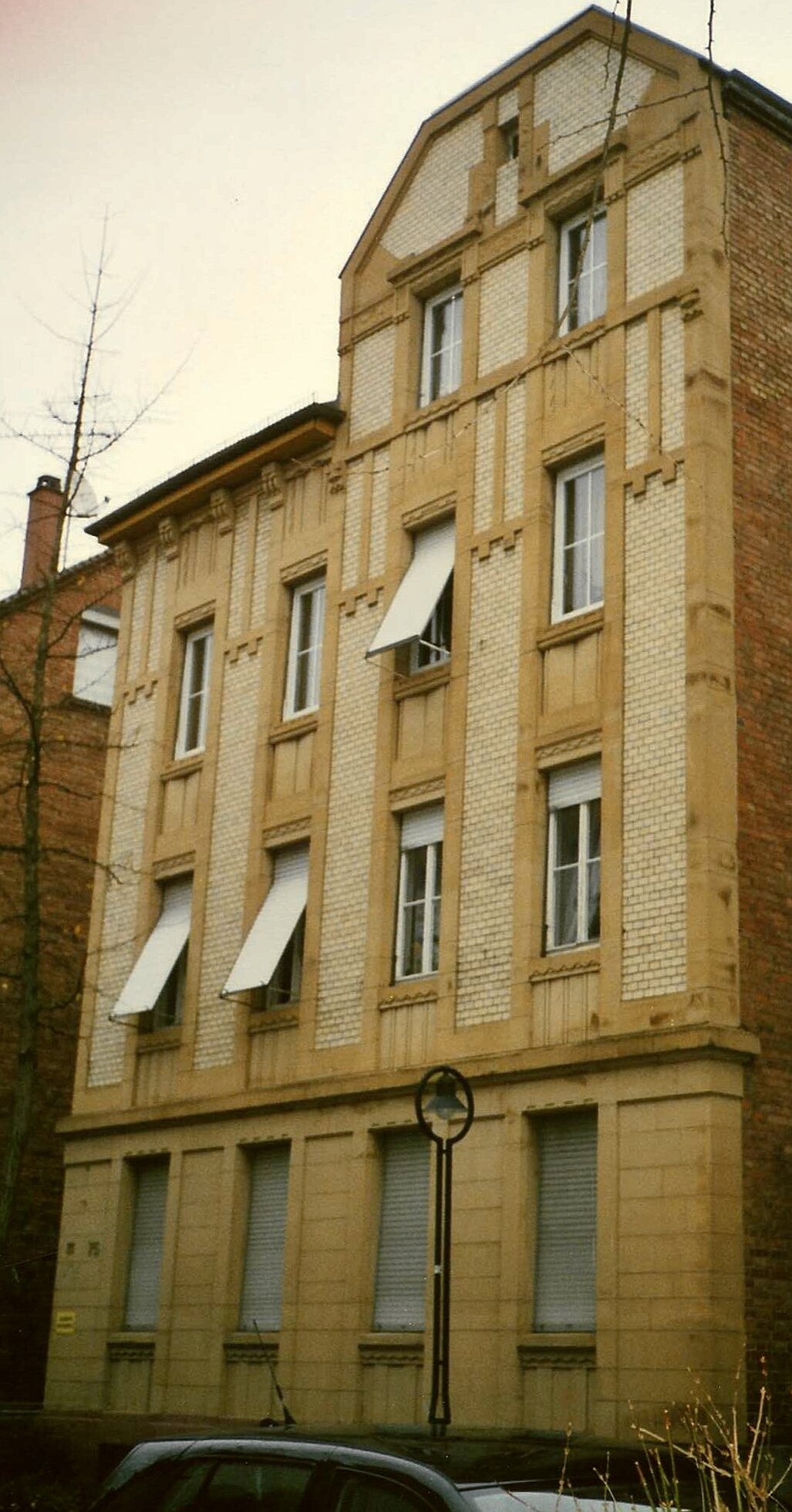
Das Haus Uhlandstraße 75

Das Haus Uhlandstraße 75 in Heilbronn ist ein denkmalgeschütztes Haus, das in den Jahren 1906/07 nach Plänen von Carl Mödinger errichtet wurde. Es ist neben dem Doppelhaus Nr. 67/69 und dem Doppelhaus Nr. 71/73 eines von drei Wohnhäusern, die der Zimmermeister K. Klenk und der Wirt H. Creyaufmüller in der Uhlandstraße erbauen ließen.

## Lage
Das Wohnhaus liegt an der Uhlandstraße, einer der Nord-Süd-Achsen des historischen Industrie- und Arbeiterwohngebiets am Südrand der Heilbronner Altstadt.

## Beschreibung
Das dreigeschossige Haus in Sichtmauerwerk hat eine Fassade, die durch flächenbetonte geometrische Dekoration gestaltet wurde. Die Fassade zur Uhlandstraße ist im Erdgeschoss aus Sandstein ausgeführt, die darüberliegenden Geschosse sind durch vertikale Bänder gegliedert, zwischen denen sich Fensterachsen und Ziegel-Sichtmauerwerk abwechseln.